# Rally (Fernsehserie)
Rally ist eine 1989 erstmals ausgestrahlte achtteilige italienische Fernsehserie. Sie entstand 1988 unter Co-Produktion verschiedener europäischer Fernsehanstalten unter Regie von Sergio Martino. 1990 wurde die Serie in Deutschland im ZDF und in der Schweiz im SF DRS in jeweils 90-minütigen Folgen ausgestrahlt.

## Hauptfiguren
Alain Costa
ist ein alter, aber erfahrener Rallyefahrer. Nach einem Unfall bei der Rallye Akropolis, bei dem sein Beifahrer getötet wird, entschließt er sich, sich aus dem Sport zurückzuziehen. Er wird aber von Friedrich von Walter dazu überredet, seine Nichte Lorelei und ihre Freunde Eddy und Bruno zu Rallyefahrern auszubilden. Er ist ein strenger Lehrmeister, der den jungen Leuten viel abverlangt.
Friedrich von Walter
unterstützt das Astra-Team mit Autos und Technik, um genau wie Alain den jungen Leuten eine Chance zu ermöglichen.
Ryan Hareton
ist der Manager des Teams, wird aber in der 4. Folge entlassen und wechselt dann zu den Japanern.
Giorgia Islenghi
Alains Ex-Freundin und Copilotin.

## Episoden
- 1. Schlechte Wegstrecke
- 2. Der neue Start
- 3. Es wird ernst
- 4. Die Herausforderung
- 5. Begegnungen in Paris
- 6. Paris – Dakar
- 7. Erbschaften
- 8. Härtetest